# Franz Bacher (Fußballspieler)
Franz Bacher (* 2. Mai 1954 in Saalfelden) ist ein ehemaliger österreichischer Fußball-Nationalspieler. 

## Karriere
Franz Bacher war ein Abwehrspieler mit gutem Kopfballspiel, der auch über offensive Qualitäten verfügte. Seine Fußballerkarriere begann er beim 1. Saalfeldner SK, von dem er seinen Weg zum Nationalligisten SV Austria Salzburg fand. In der Saison 1972/73 debütierte er für die Violetten in der höchsten österreichischen Spielklasse, bis zum Ende seiner Profikarriere sollte Franz Bacher insgesamt 311 Mal das Austria-Dress in der Liga tragen. Mit der Salzburger Austria platzierte sich Franz Bacher meist im Tabellenmittelfeld, einzig in der Saison 1977/78 musste er nach vorherigem Abstieg in der 2. Division antreten. 
Große Erfolge wurden derweil im ÖFB-Cup gefeiert, insgesamt drei Mal erreichte Franz Bacher mit seinem Team das Endspiel. 1974 und 1980 war die Wiener Austria zu stark, 1981 hatte der GAK nach Verlängerung das Glück auf seiner Seite. Im ersten Endspiel 1974 hatte Franz Bacher noch seine Mannschaft mit 1:0 in Wien in Führung gebracht (1:2, 1:1). Im selben Jahr kam er auch zu einem Kurzeinsatz in der österreichischen Nationalmannschaft: beim 0:0 gegen Italien wurde er in der 82. Minute von Leopold Šťastný für Karl Daxbacher ins Spiel gebracht. Nach Beendigung seiner Bundesliga-Karriere 1984 ging Franz Bacher als Spielertrainer noch zum FC Zell am See. Derzeit ist er als Nachwuchstrainer beim SK Lenzing tätig.

## Erfolge
- 3 × Österreichischer Cupfinalist: 1974, 1980, 1981
- 1 × Österreichischer Zweitligameister: 1978 (2. Division)

- 1 Spiel für die österreichische Fußballnationalmannschaft 1974